# The Lady in Red (singolo)
The Lady in Red è un singolo del cantautore irlandese Chris de Burgh del 1986. 
Pubblicato come secondo singolo dall'album Into the Light, The Lady in Red ha contribuito a rendere il suo autore noto in tutto il mondo.

## Composizione
La canzone è stata dedicata alla moglie dell'artista Diane e venne pubblicata nell'album Into the Light. Durante la messa in onda della serie televisiva britannica This Is Your Life, de Burgh ha affermato che il brano si ispira al ricordo di quando ha visto Diane per la prima volta, e da come gli uomini non riescono neanche a ricordare cosa indossavano le loro mogli durante il loro primo incontro.

## Accoglienza
The Lady in Red ha avuto un grande successo in tutto il mondo, diventando rapidamente il singolo più venduto di de Burgh che da artista di culto è diventato un nome familiare in molti paesi. Ha raggiunto la posizione numero uno nelle classifiche di Canada, Regno Unito, Irlanda, nelle Fiandre e in Norvegia. La canzone ha permesso all'album che la contiene, Into the Light, di ottenere un consistente successo in vari mercati. La traccia è stata la terza hit britannica di de Burgh e la prima del cantante a raggiungere i primi 40 posti della British Hit Singles & Albums.

Nonostante il successo di vendite e di classifica, The Lady in Red ha ricevuto giudizi molto negativi. Secondo un sondaggio stilato da Dotmusic nel 2000, essa sarebbe la decima canzone più fastidiosa di tutti i tempi ed è uno dei due unici singoli non pubblicati poco prima di quella top ten. È stato anche votato come il terzo peggior brano degli anni ottanta dai lettori di Rolling Stone. The Lady in Red è stata scelta come la sesta peggiore canzone d'amore di tutti i tempi dal sito di Gigwise, secondo cui "è destinata a irritarvi sempre di più durante i matrimoni". In un sondaggio del 2001 a cui hanno partecipato più di 50.000 persone fra spettatori di Channel 4 e lettori di The Observer, il brano è stato votato come il quarto singolo più odiato del Regno Unito. Neil Norman di The Independent ha dichiarato nel 2006:

## Altre versioni
- Nel 2001, il brano è stato remixato da Leyland Kirby con lo pseudonimo V/Vm.[14]
- Nel 2009, Daniel Lopatin ha registrato una traccia interamente costruita su un campionamento di The Lady in Red titolata B4 e contenuta nel suo album Chuck Person's Eccojams Vol. 1.[15]
- Andy Williams ha registrato una cover della canzone presente nel suo album I Don't Remember Ever Growing Up del 2007.